# Johnny Frankham
Johnny Frankham (6 de junio de 1948) es un ex-boxeador británico de peso ligero pesado. Fue Campeón de peso ligero británico en 1975; es famoso por haber noqueado al famoso de los pesados Muhammad Ali, en un combate de exhibición.

## Enlaces
- foto combate con Alí

- Datos: Q5933764